# Olympische Zwischenspiele 1906/Teilnehmer (Italien)
| Gelbes Symbol für Goldmedaillen mit stilisierten Olympischen Ringen | Graues Symbol für Silbermedaillen mit stilisierten Olympischen Ringen | Braundes Symbol für Bronzemedaillen mit stilisierten Olympischen Ringen |
| ------------------------------------------------------------------- | --------------------------------------------------------------------- | ----------------------------------------------------------------------- |
| 7                                                                   | 6                                                                     | 3                                                                       |

Italien nahm an den Olympischen Zwischenspielen 1906 in Athen, Griechenland, mit 76 Sportlern teil. Dabei konnten die Athleten sieben Gold-, sechs Silber- und drei Bronzemedaillen gewinnen.

## Medaillengewinner

### Olympiasieger
| Name | Sportart | Wettkampf                       |
| --- | -------- | ------------------------------- |
| Francesco Verri                                                                                           | Radsport | 1000 m Zeitfahren               |
| Francesco Verri                                                                                           | Radsport | 333,33 m Zeitfahren (Bahnrunde) |
| Francesco Verri                                                                                           | Radsport | 5000 m Bahnfahren               |
| Enrico Bruna Emilio Fontanella Giorgio Cesana (Steuermann)                                                | Rudern   | Zweier mit Steuermann (1000 m)  |
| Enrico Bruna Emilio Fontanella Giorgio Cesana (Steuermann)                                                | Rudern   | Zweier mit Steuermann (1 Meile) |
| Enrico Bruna Emilio Fontanella Riccardo Zardinoni Giuseppe Poli Giorgio Cesana (Steuermann)               | Rudern   | Vierer mit Steuermann (2000 m)  |
| P. Toio Angelo Fornaciari G. Tarantino Giuseppe Russo R. Taormina E. Bellotti Giovanni Tanio (Steuermann) | Rudern   | Sechser mit Steuermann (2000 m) |

### Zweiter
| Name                                                      | Sportart     | Wettkampf                      |
| --------------------------------------------------------- | ------------ | ------------------------------ |
| Carlo Gandini                                             | Fechten      | Degen Fechtmeister             |
| Tullio Camillotti                                         | Gewichtheben | Einarmig, links und rechts     |
| Luigi Diana Francesco Civera Emilio Cesarana (Steuermann) | Rudern       | Zweier mit Steuermann (1000 m) |
| Cesare Liverziani                                         | Schießen     | Scheibenpistole (20 m)         |
| Alberto Braglia                                           | Turnen       | Einzelmehrkampf (5 Übungen)    |
| Alberto Braglia                                           | Turnen       | Einzelmehrkampf (6 Übungen)    |

### Dritter
| Name | Sportart | Wettkampf                          |
| --- | -------- | ---------------------------------- |
| Federico Cesarano | Fechten  | Säbel Einzel (1 Treffer)           |
| Antonio Mautrere Angelo Sartini F. Pieraccini Angelo Buoni Augusto Graffigna P. Oddone Alberto Ruggia S. Messina Ezio Germignani G. Cingottu Sebastiano Randazzo G. Pizzo Alp. Nordio L. Frediana G. Zanninno F. Mennella E. Rossi (Steuermann) | Rudern   | Sechzehner mit Steuermann (3000 m) |
| Federico Bertinotti Raffaelo Gianoni Azeglio Innocenti Filiberto Innocenti Maurizio Masetti Vitaliano Masotti Quintilio Mazzoncini Spartaco Nerozzi Manlio Pastorini Ciro Zivinini                                                              | Turnen   | Riegenturnen                       |

## Teilnehmer nach Sportarten

### Fechten
- Federico Cesarano
Florett Einzel: DNF
Säbel Einzel (1 Treffer):  Dritter
Säbel Einzel (3 Treffer): Vorrunde

- Carlo Gandini
Degen Fechtmeister:  Zweiter

### Gewichtheben
- Tullio Camillotti
Einarmig, links und rechts:  Zweiter
Beidarmig: Siebter

### Leichtathletik
- Emilio Brambilla
Standweitsprung: 16.
Fünfkampf: 19.

- Erminio Lucchi
Diskuswurf (griechischer Stil): k. A.

- Alberto Masprone
Diskuswurf: k. A.

- Pericle Pagliani
1500 m: Vorrunde
5 Meilen (8047 m): Fünfter

- Dorando Pietri
Marathon: DNF

- Gaspare Torretta
100 m: Vorrunde
Weitsprung: 17.

### Radsport
- Federico Della Ferrera
1000 m Zeitfahren: Vorrunde
333,33 m Zeitfahren (Bahnrunde): Sechster
5000 m Bahnfahren: Vorrunde

- Giacinto Fidani
Straßenrennen Einzel: DNF

- Francesco Verri
1000 m Zeitfahren:  Olympiasieger
333,33 m Zeitfahren (Bahnrunde):  Olympiasieger
5000 m Bahnfahren:  Olympiasieger

### Rudern
- E. Bellotti
Sechser mit Steuermann (2000 m):  Olympiasieger

- Enrico Bruna
Zweier mit Steuermann (1000 m):  Olympiasieger
Zweier mit Steuermann (1 Meile):  Olympiasieger
Vierer mit Steuermann (2000 m):  Olympiasieger

- Angelo Buoni
Sechzehner mit Steuermann (3000 m):  Dritter

- Giorgio Cesana
Zweier mit Steuermann (1000 m):  Olympiasieger
Zweier mit Steuermann (1 Meile):  Olympiasieger
Vierer mit Steuermann (2000 m):  Olympiasieger

- Emilio Cesarana
Zweier mit Steuermann (1000 m):  Zweiter

- G. Cingottu
Sechzehner mit Steuermann (3000 m):  Dritter

- Francesco Civera
Zweier mit Steuermann (1000 m):  Zweiter

- Luigi Diana
Zweier mit Steuermann (1000 m):  Zweiter

- Emilio Fontanella
Zweier mit Steuermann (1000 m):  Olympiasieger
Zweier mit Steuermann (1 Meile):  Olympiasieger
Vierer mit Steuermann (2000 m):  Olympiasieger

- Angelo Fornaciari
Sechser mit Steuermann (2000 m):  Olympiasieger

- L. Frediani
Sechzehner mit Steuermann (3000 m):  Dritter

- Ezio Germignani
Sechzehner mit Steuermann (3000 m):  Dritter

- Augusto Graffigna
Sechzehner mit Steuermann (3000 m):  Dritter

- Antonio Mautrere
Sechzehner mit Steuermann (3000 m):  Dritter

- F. Mennella
Sechzehner mit Steuermann (3000 m):  Dritter

- S. Messina
Sechzehner mit Steuermann (3000 m):  Dritter

- Alphonso Nordio
Sechzehner mit Steuermann (3000 m):  Dritter

- P. Oddone
Sechzehner mit Steuermann (3000 m):  Dritter

- F. Pieraccini
Sechzehner mit Steuermann (3000 m):  Dritter

- G. Pizzo
Sechzehner mit Steuermann (3000 m):  Dritter

- Giuseppe Poli
Vierer mit Steuermann (2000 m):  Olympiasieger

- Sebastiano Randazzo
Sechzehner mit Steuermann (3000 m):  Dritter

- E. Rossi
Sechzehner mit Steuermann (3000 m):  Dritter

- Alberto Ruggia
Sechzehner mit Steuermann (3000 m):  Dritter

- Giuseppe Russo
Sechser mit Steuermann (2000 m):  Olympiasieger

- Angelo Sartini
Sechzehner mit Steuermann (3000 m):  Dritter

- Giovanni Battista Tanio
Sechser mit Steuermann (2000 m):  Olympiasieger

- R. Taormina
Sechser mit Steuermann (2000 m):  Olympiasieger

- G. Tarantino
Sechser mit Steuermann (2000 m):  Olympiasieger

- P. Toio
Sechser mit Steuermann (2000 m):  Olympiasieger

- G. Zannino
Sechzehner mit Steuermann (3000 m):  Dritter

- Riccardo Zardinoni
Vierer mit Steuermann (2000 m):  Olympiasieger

### Schießen
- G. Bortolato
Militärgewehr (300 m): 39.

- Caro
Militärgewehr (300 m): 36.

- L. De Floriani
Militärgewehr (300 m): DNF

- Cesare Liverziani
Freier Revolver (25 m): Sechster
Freier Revolver (50 m): Achter
Militärrevolver (20 m, Modell des Jahres 1874): 24
Militärrevolver (20 m): Neunter
Scheibenpistole (20 m):  Zweiter
Schnellfeuerpistole (25 m): DNF

- Emilio Mainoldi
Militärgewehr (300 m): 42.

- J. Marucci
Militärgewehr (300 m): 40.

- Franco Micheli
Militärgewehr (300 m): DNF

- R. Pastorino
Militärgewehr (300 m): 31.

- Renno
Militärgewehr (300 m): 37.

- L. Vignola
Militärgewehr (300 m): 29.

### Schwimmen
- Mario Albertini
100 m Freistil: Vorrunde
1 Meile (1609 m) Freistil: DNF

### Turnen
- Dante Aloisi
Riegenturnen: Vierter

- Rodrigo Bertinotti
Riegenturnen:  Dritter

- Alberto Braglia
Einzelmehrkampf (5 Übungen):  Zweiter
Einzelmehrkampf (6 Übungen):  Zweiter

- Enrico Brignoli
Riegenturnen: Vierter

- Pierino Caccialupi
Riegenturnen: Vierter

- Cino Civinini
Riegenturnen:  Dritter

- Guido Colavini
Riegenturnen: Vierter

- Raffaello Giannoni
Riegenturnen:  Dritter

- Romeo Giannotti
Riegenturnen: Vierter

- Mario Gubiani
Einzelmehrkampf (5 Übungen): Siebter
Einzelmehrkampf (6 Übungen): Sechster
Riegenturnen: Vierter

- Azeglio Innocenti
Riegenturnen:  Dritter

- Filiberto Innocenti
Riegenturnen:  Dritter

- Manrico Masetti
Riegenturnen:  Dritter

- Vitaliano Masotti
Einzelmehrkampf (5 Übungen): Fünfter
Einzelmehrkampf (6 Übungen): Fünfter
Riegenturnen:  Dritter

- Quintilio Mazzoncini
Riegenturnen:  Dritter

- Spartaco Nerozzi
Riegenturnen:  Dritter

- Venceslao Rossi
Riegenturnen: Vierter

- Romolo Tuzzi
Riegenturnen: Vierter

- Amadeo Zinzi
Riegenturnen: Vierter

### Wasserspringen
- Carlo Bonfanti
Turmspringen: k. A.

- Luigi Capra
Turmspringen: k. A.